# Selección de fútbol de Alemania Democrática
La selección de fútbol de Alemania Democrática, también conocida como selección de fútbol de Alemania Oriental o de la RDA, fue entre 1949 y 1989 el equipo representativo del país en las competiciones oficiales.
Tras la Segunda Guerra Mundial y la partición del Reich alemán en dos Estados distintos en 1949, cada uno de estos creó su propia federación de fútbol y su propia selección, naciendo los equipos de Alemania Democrática (o RDA) y de la Alemania Federal (o RFA). Ambas duraron de 1949 a 1990, año en el cual se reunificaron formando la selección de fútbol de Alemania actual.
Esta selección alemana no tuvo el éxito que tuvo su contraparte occidental, siendo un equipo de segundo orden a nivel mundial. Solo logró clasificarse para una Copa del Mundo (1974), consiguiendo una victoria importante ante su símil del oeste, pero sin lograr avanzar a semifinales. Aunque nunca llegaron a clasificarse a la Eurocopa, sí tuvieron gran éxito en el fútbol olímpico, siendo sus mayores éxitos la medalla de oro en los Juegos Olímpicos de 1976 y la medalla de plata en los Juegos Olímpicos de 1980.

## Estadísticas

### Copa Mundial de Fútbol
| Copa Mundial de Fútbol | Copa Mundial de Fútbol | Copa Mundial de Fútbol | Copa Mundial de Fútbol | Copa Mundial de Fútbol | Copa Mundial de Fútbol | Copa Mundial de Fútbol | Copa Mundial de Fútbol |
| Año                    | Ronda                  | J                      | G                      | E                      | P                      | GF                     | GC                     |
| ---------------------- | ---------------------- | ---------------------- | ---------------------- | ---------------------- | ---------------------- | ---------------------- | ---------------------- |
| 1954                   | No participó           | No participó           | No participó           | No participó           | No participó           | No participó           | No participó           |
| 1958                   | No clasificó           | No clasificó           | No clasificó           | No clasificó           | No clasificó           | No clasificó           | No clasificó           |
| 1962                   | No clasificó           | No clasificó           | No clasificó           | No clasificó           | No clasificó           | No clasificó           | No clasificó           |
| 1966                   | No clasificó           | No clasificó           | No clasificó           | No clasificó           | No clasificó           | No clasificó           | No clasificó           |
| 1970                   | No clasificó           | No clasificó           | No clasificó           | No clasificó           | No clasificó           | No clasificó           | No clasificó           |
| 1974                   | Segunda ronda          | 6                      | 2                      | 2                      | 2                      | 5                      | 5                      |
| 1978                   | No clasificó           | No clasificó           | No clasificó           | No clasificó           | No clasificó           | No clasificó           | No clasificó           |
| 1982                   | No clasificó           | No clasificó           | No clasificó           | No clasificó           | No clasificó           | No clasificó           | No clasificó           |
| 1986                   | No clasificó           | No clasificó           | No clasificó           | No clasificó           | No clasificó           | No clasificó           | No clasificó           |
| 1990                   | No clasificó           | No clasificó           | No clasificó           | No clasificó           | No clasificó           | No clasificó           | No clasificó           |
| Total                  | 1/10                   | 6                      | 2                      | 2                      | 2                      | 5                      | 5                      |

### Eurocopa
| Eurocopa    | Eurocopa                      | Eurocopa                      | Eurocopa                      | Eurocopa                      | Eurocopa                      | Eurocopa                      | Eurocopa                      |
| Año         | Ronda                         | J                             | G                             | E                             | P                             | GF                            | GC                            |
| ----------- | ----------------------------- | ----------------------------- | ----------------------------- | ----------------------------- | ----------------------------- | ----------------------------- | ----------------------------- |
| 1960 - 1988 | No clasificó                  | No clasificó                  | No clasificó                  | No clasificó                  | No clasificó                  | No clasificó                  | No clasificó                  |
| 1992        | Se retiró de la clasificación | Se retiró de la clasificación | Se retiró de la clasificación | Se retiró de la clasificación | Se retiró de la clasificación | Se retiró de la clasificación | Se retiró de la clasificación |
| Total       | 0/9                           | -                             | -                             | -                             | -                             | -                             | -                             |

## Historial de Partidos
Anexo:Partidos de la selección de fútbol de Alemania Democrática

## Últimos partidos
| #   | Fecha      | Ciudad          | Local                | Resultado | Visitante            | Competencia |
| --- | ---------- | --------------- | -------------------- | --------- | -------------------- | ----------- |
| 278 | 26-01-1990 | Kuwait          | Kuwait               | 1:2       | Alemania Democrática | Amistoso    |
| 279 | 11-04-1990 | Berlín          | Alemania Democrática | 3:2       | Estados Unidos       | Amistoso    |
| 280 | 11-04-1990 | Karl-Marx-Stadt | Alemania Democrática | 2:0       | Egipto               | Amistoso    |
| 281 | 25-04-1990 | Glasgow         | Escocia              | 0:1       | Alemania Democrática | Amistoso    |
| 282 | 13-05-1990 | Río de Janeiro  | Brasil               | 3:3       | Alemania Democrática | Amistoso    |
| 283 | 12-09-1990 | Bruselas        | Bélgica              | 0:2       | Alemania Democrática | Amistoso    |

## Jugadores

### Partidos disputados
La siguiente es una lista de los 25 futbolistas con más internacionalidades con Alemania del Este. En las estadísticas se incluyen diez partidos de clasificación y fase final para Juegos Olímpicos proporcionados por la Federación Alemana de Fútbol que no son reconocidos como oficiales por FIFA. Los números de FIFA se muestran en paréntesis.
| #  | Jugador              | Periodo   | Partidos |
| -- | -------------------- | --------- | -------- |
| 1  | Joachim Streich      | 1969–1984 | 102 (98) |
| 2  | Hans-Jürgen Dörner   | 1969–1985 | 100 (96) |
| 3  | Jürgen Croy          | 1967–1981 | 94 (86)  |
| 4  | Konrad Weise         | 1970–1981 | 86 (78)  |
| 5  | Eberhard Vogel       | 1962–1976 | 74 (69)  |
| 6  | Bernd Bransch        | 1967–1976 | 72 (64)  |
| 7  | Peter Ducke          | 1960–1975 | 68 (63)  |
| 8  | Martin Hoffmann      | 1973–1981 | 66 (62)  |
| =  | Lothar Kurbjuweit    | 1970–1981 | 66 (59)  |
| 10 | Ronald Kreer         | 1982–1989 | 65 (65)  |
| 11 | Gerd Kische          | 1971–1980 | 63 (59)  |
| 12 | Matthias Liebers     | 1980–1988 | 59 (59)  |
| 13 | Reinhard Häfner      | 1971–1984 | 58 (54)  |
| 14 | Jürgen Pommerenke    | 1972–1983 | 57 (53)  |
| 15 | Rainer Ernst         | 1981–1990 | 56 (56)  |
| =  | Henning Frenzel      | 1961–1974 | 56 (54)  |
| 17 | Jürgen Sparwasser    | 1969–1977 | 53 (48)  |
| 18 | Andreas Thom         | 1984–1990 | 51 (51)  |
| 19 | Hans-Jürgen Kreische | 1968–1975 | 50 (46)  |
| 20 | Ulf Kirsten          | 1985–1990 | 49 (49)  |
| 21 | Dieter Erler         | 1959–1968 | 47 (45)  |
| =  | Jörg Stübner         | 1984–1990 | 47 (47)  |
| 23 | René Müller          | 1984–1989 | 46 (46)  |
| =  | Dirk Stahmann        | 1982–1989 | 46 (46)  |
| 25 | Rüdiger Schnuphase   | 1973–1983 | 45 (45)  |

### Máximos goleadores
La siguiente es una lista de los 15 máximos goleadores de Alemania del Este. En las estadísticas se incluyen diez partidos de clasificación y fase final para Juegos Olímpicos proporcionados por la Federación Alemana de Fútbol que no son reconocidos como oficiales por FIFA. Los números de FIFA se muestran en paréntesis.
| #  | Jugador              | Goles   |
| -- | -------------------- | ------- |
| 1  | Joachim Streich      | 55 (53) |
| 2  | Hans-Jürgen Kreische | 25 (22) |
| =  | Eberhard Vogel       | 25 (24) |
| 4  | Rainer Ernst         | 20 (20) |
| 5  | Henning Frenzel      | 19 (19) |
| 6  | Martin Hoffmann      | 16 (15) |
| =  | Jürgen Nöldner       | 16 (16) |
| =  | Andreas Thom         | 16 (16) |
| 9  | Peter Ducke          | 15 (15) |
| =  | Jürgen Sparwasser    | 15 (14) |
| 11 | Ulf Kirsten          | 14 (14) |
| 12 | Günter Schröter      | 13 (13) |
| 13 | Wolfram Löwe         | 12 (12) |
| =  | Dieter Erler         | 12 (12) |
| 15 | Willy Tröger         | 11 (11) |

### Internacionalidades con las dos Alemanias
Antes de la reunificación del país y de ambas federaciones en 1990, las reglas de FIFA prohíbían a los futbolistas de la DFV jugar con la selección de la DFB. Las estadísticas proceden de la DFB.
| Jugador         | Alemania Oriental | Alemania Oriental | Alemania Unificada | Alemania Unificada | Total | Total |
| Jugador         | PJ                | Goles             | PJ                 | Goles              | PJ    | Goles |
| --------------- | ----------------- | ----------------- | ------------------ | ------------------ | ----- | ----- |
| Ulf Kirsten     | 49                | 14                | 51                 | 20                 | 100   | 34    |
| Matthias Sammer | 23                | 6                 | 51                 | 8                  | 74    | 14    |
| Andreas Thom    | 51                | 16                | 10                 | 2                  | 61    | 18    |
| Thomas Doll     | 29                | 7                 | 18                 | 1                  | 47    | 8     |
| Dariusz Wosz    | 7                 | 0                 | 17                 | 1                  | 24    | 1     |
| Olaf Marschall  | 4                 | 0                 | 13                 | 3                  | 17    | 3     |
| Heiko Scholz    | 7                 | 0                 | 1                  | 0                  | 8     | 0     |
| Dirk Schuster   | 4                 | 0                 | 3                  | 0                  | 7     | 0     |

## Palmarés

### Selección absoluta
- 1 Pequeña Copa del Mundo de Clubes: 1975.

### Selección amateur
- Juegos Olímpicos:
  - 1 medalla de oro: 1976.
  - 1 medalla de plata: 1980.
  - 2 Medallas de bronce: 1964 y 1972.

### Selección sub-20
- 3.º lugar: Mundial Sub-20 Chile (1987).

### Selección sub-19
- - 3 Campeonatos de Europa Sub-19: 1965, 1970 y 1986.
    - 2 subcampeonatos: 1969 y 1973.